# Edmond Richard
Pour les articles homonymes, voir Richard.
Edmond Richard, né le 6 janvier 1927 à Paris où il est mort le 5 juin 2018, est un directeur de la photographie français.
Il a reçu à Vincennes le 1er février 2010 le Prix Henri-Langlois “5e anniversaire” – Arts et Techniques du Cinéma, pour sa carrière internationale qui l’a amené à travailler pendant plus de 50 années avec des réalisateurs comme Luis Bunuel, Orson Welles, René Clément, Marcel Carné, Henri Verneuil, Jerry Lewis ou Jean-Pierre Mocky, ainsi que pour son ingéniosité et sa perspicacité technique.
En 2011, il livre une longue interview consacrée à sa carrière et publiée sur le site Autour de Louis de Funès.
.

## Filmographie partielle
- 1962 : Le Procès d'Orson Welles
- 1963 : Le Concerto de la peur de José Benazeraf
- 1964 : De l'amour de Jean Aurel
- 1967 : Les Aventures extraordinaires de Cervantes (Cervantes) de Vincent Sherman
- 1968 : L'Astragale de Guy Casaril
- 1968 : Manon 70 de Jean Aurel
- 1970 : Sex Power d'Henry Chapier
- 1971 : Police Magnum (Kill!) de Romain Gary
- 1972 : La Course du lièvre à travers les champs de René Clément
- 1972 : Le Charme discret de la bourgeoisie de Luis Buñuel
- 1974 : Le Fantôme de la liberté de Luis Buñuel
- 1974 : La Merveilleuse Visite de Marcel Carné
- 1976 : Les Mal Partis de Sébastien Japrisot
- 1977 : La Fille d'Amérique, de David Newman
- 1977 : Cet obscur objet du désir de Luis Buñuel
- 1981 : La Soupe aux choux de Jean Girault
- 1982 : Litan de Jean-Pierre Mocky
- 1982 : Les Misérables de Robert Hossein
- 1984 : À mort l'arbitre de Jean-Pierre Mocky
- 1985 : Le Pactole de Jean-Pierre Mocky
- 1986 : La Machine à découdre de Jean-Pierre Mocky
- 1988 : Juillet en septembre de Sébastien Japrisot
- 1991 : Mocky Story de Jean-Pierre Mocky
- 1991 : Mayrig de Henri Verneuil
- 1992 : Don Quichotte d'Orson Welles
- 1993 : Le Mari de Léon de Jean-Pierre Mocky
- 1994 : Bonsoir de Jean-Pierre Mocky
- 1995 : Noir comme le souvenir de Jean-Pierre Mocky
- 1997 : Alliance cherche doigt de Jean-Pierre Mocky
- 1998 : Robin des mers de Jean-Pierre Mocky
- 1998 : Vidange de Jean-Pierre Mocky
- 2000 : Tout est calme de Jean-Pierre Mocky
- 2000 : La Candide Madame Duff de Jean-Pierre Mocky
- 2001 : La Bête de miséricorde de Jean-Pierre Mocky
- 2002 : Les Araignées de la nuit de Jean-Pierre Mocky
- 2003 : Le Furet de Jean-Pierre Mocky
- 2004 : Touristes ? Oh yes ! de Jean-Pierre Mocky
- 2005 : Grabuge ! de Jean-Pierre Mocky
- 2006 : Le Bénévole de Jean-Pierre Mocky
- 2007 : Les Ballets écarlates de Jean-Pierre Mocky